# Саламандра норна
Саламандра норна (Phaeognathus hubrichti) — єдиний вид земноводних монотипного роду Алабамська саламандра родини Безлегеневі саламандри. Інша назва «саламандра Убріхта».

## Опис
Загальна довжина становить 25—26 см. Голова витягнута, завширшки не перевершує тулуб. Очі великі, витрішкуваті. Тулуб кремезний, майже стрункий з 11—13 реберними борозенками. Хвіст трохи стиснутий з боків, на кінці звужується. Кінцівки сильні, особливо задні, з 4 не зовсім розвиненими пальцями. Забарвлення коливається від сірого до буруватого, іноді з чорним або червонуватим відтінком.

## Спосіб життя
Селиться в норах, які розташовані на сирих схилах, прохолодних ущелинах. Ця саламандра веде рийний спосіб життя. Інколи визирає на поверхню уночі або в дощ. Живиться равликами, багатоніжками, комахами та їх личинками, павуками, кліщами.
Статева зрілість настає у 4—6 років. Парування та розмноження відбувається від ранньої весни до вересня. Самиці відкладають яйця у своїй норі. Личинкова стадія розвитку відсутня. У кладці близько 15 яєць діаметром 7 мм.

## Розповсюдження
Поширена у південно—центральній частині штату Алабама (США) — між річками Алабама і Коніка. Є офіційним символом цього штату.